# Aljaško gorovje
Aljaško gorovje (angleško Alaska Range) je gorovje na jugu osrednjega dela ameriške zvezne države Aljaska. Gorovje je razmeroma ozko, razteza pa se približno 950 kilometrov v dolžino, od jezera Clark na jugozahodu do reke White v kanadskem zveznem ozemlju Jukon na jugovzhodu.
Najvišja gora v Severni Ameriki, Denali, je del Aljaškega gorovja, ki pa je del Kordiljer. Aljaško gorovje je skupaj s Himalajo in Andi eno najvišjih gorovij na svetu.

## Opis in zgodovina
Aljaško gorovje na splošno tvori lok, ki se razteza v smeri z vzhoda proti zahodu. Najsevernejša točka tega loka je v njegovem središču, od koder se proti jugozahodu razteza v smeri Aljaškega polotoka in Aleutov, proti jugovzhodu pa v smeri Britanske Kolumbije in Pacifiškega obalnega gorovja. Aljaško gorovje je naravna ovira, ki preprečuje tok vlažnega zraka iz Aljaškega zaliva proti severu, zaradi česar so vremenske razmere na tem območju ene najbolj surovih na svetu. Obilno sneženje je prispevalo tudi k nastajanju številnih velikih ledenikov, med katere štejejo Cantwell, Castner, Black Rapids, Susitna, Yanert, Muldrow, Eldridge, Ruth, Tokositna in Kahiltna. Aljaško gorovje prečkajo štiri glavne reke, v njegovih osrednjih predelih sta reki Delta in Nenana, v njegovih vzhodnih predelih pa reki Nabesna in Chisana.
Aljaško gorovje je del pacifiškega ognjenega obroča. Vzdolž njegovega južnega roba poteka prelomnica Denali, ki je odgovorna za številne močne potrese. Mount Spurr je stratovulkan na severovzhodnem koncu aleutskega vulkanskega loka, ki ima dva kraterja, eden na najvišjem vrhu, drugi pa na bližnjem vrhu Crater Peak.
Deli Aljaškega gorovja so zaščiteno območje znotraj narodnih parkov in rezervatov. Med najbolj pomembne narodne parke in rezervate štejejo Wrangell-St. Elias, Denali in jezero Clark. Skozi nižje predele Aljaškega gorovja potekajo nekatere glavne ceste. Med njimi sta George Parks Highway, ki poveže Anchorage s Fairbanksom ter Richardson Highway, ki poveže Valdez s Fairbanksom. Aljaški plinovod poteka vzporedno s cesto Richardson Highway.

### Poimenovanje gorovja
Angleško ime Aljaškega gorovja, Alaska Range, se je domnevno prvič pojavilo leta 1869, ko ga je uporabil ameriški naravoslovec W. H. Dall, kasneje pa se je uveljavilo med prebivalci Aljaske. Constantin Grewingk je to gorovje leta 1849 opisal z imenom Tschigmit. Na uradnih ameriških zemljevidih iz leta 1869 je bil njegov jugozahodni del poimenovan Chigmit Mountains, severozahodni pa Beaver Mountains, kar v angleščini pomeni 'bobrovo gorovje'. Gorovje z angleškim imenom Chigmit Mountains je v sedanjosti obravnavano kot del Aleutskega gorovja.

## Glavni vrhovi
- Denali (6190,5 m)
- Mount Foraker (5304 m)
- Mount Hunter (4442 m)
- Mount Hayes (4216 m)
- Mount Silverthrone (4029 m)
- Mount Moffit (3970 m)
- Mount Deborah (3761 m)
- Mount Huntington (3730 m)
- Mount Brooks (3624 m)
- Mount Russell (3557 m)

## Manjša gorovja
Med manjša gorovja znotraj Aljaškega gorovja, v smeri z zahoda proti vzhodu, štejejo:
- Neacola
- Revelation
- Teocalli
- Kichatna
- Osrednje Aljaško gorovje oziroma masiv Denali
- Vzhodno Aljaško gorovje oziroma gorovje Hayes
- Delta
- Mentasta
- Nutzotin